# LIAT
A LIAT (abreviação de Leeward Islands Air Transport), é uma companhia aérea sediada no Aeroporto Internacional V. C. Bird, na Ilha de Antígua, Antígua e Barbuda. A companhia opera com alta frequência de voos entre várias ilhas caribenhas e a Guiana. Possui três hubs, sendo eles no Aeroporto Internacional V. C. Bird, no Aeroporto Internacional Grantley Adams, em Barbados, e no Aeroporto Internacional de Piarco, na ilha de Trinidad, Trindade e Tobago.

## História
A LIAT foi fundada por Frank Delisle em Montserrat, no dia 20 de Outubro de 1956. Começou com um único voo entre Montserrat e Antígua. Em 1957, a LIAT comprou cerca de 75% da BWIA West Indies Airways, podendo assim, comprar aeronaves maiores e expandir seus destinos.
Em Novembro de 1995, a LIAT foi parcialmente privatizada, para evitar sua falência.
Em Junho de 2013, ela recebeu a primeira aeronave ATR-72 série 600.

## Codeshare
A LIAT possuia um acordo codeshare para Anguilla, Antígua, Santa Lúcia, São Cristóvão, Névis, Montserrat e São Vicente com a Carib Aviation, porém, em 30 de Setembro de 2008, a empresa descontinuou todos os seus voos.

## Frota

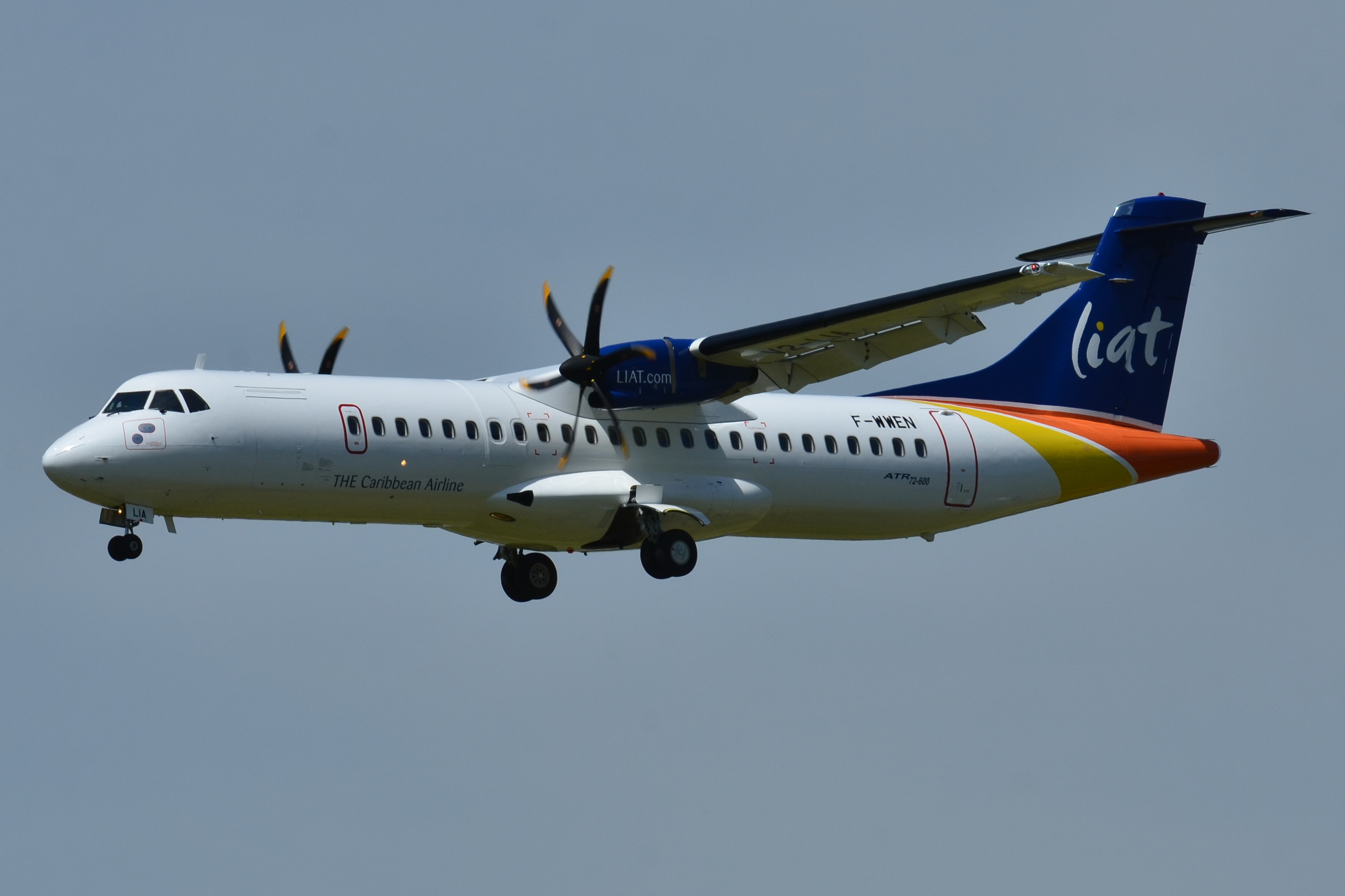
ATR-72 da LIAT.

Em Agosto de 2016, a frota da LIAT era composta pelos seguintes aviões:
| Aeronaves  | Quantidade | Passageiros |
| ---------- | ---------- | ----------- |
| ATR-42-600 | 5          | 48          |
| ATR-72-600 | 5          | 68          |
| Total      | 10         |             |

## Incidentes
- Em 23 de Agosto de 1959, um De Havilland Heron 2B da LIAT quebrou durante o pouso em São Cristóvão. A aeronave estava vindo de St. John's, Antigua. Depois de tocar o solo, o avião ultrapassou os limites da pistae sofreu danos irreparáveis. Ninguém se feriu, nem houve fatalidades.
- Voo LIAT 319: Em 4 de Agosto de 1986, um De Havilland Canada DHC-6 Twin Otter caiu no Mar do Caribe. A aeronave fazia a rota Santa Lúcia-São Vicente, quando ele caiu devido ao mau tempo, durante a aproximação para pouso. Depois de um dia inteiro em busca do sumiço do avião, foi em vão, os 11 passageiros e os 2 tripulantes foram considerados mortos.
- Em 2 de Dezembro de 2010, o voo LIAT 362, um Bombardier Dash 8-Q300, levando 24 passageiros, com destino à San Juan, fez um pouso de emergencia no Aeroporto Internacional V. C. Bird, em Antígua, após perder uma roda de um dos trens de pouso principais. Como medida de precaução, os serviços de emergência estavam à espera no local, mas o pouso ocorreu sem problemas e nenhum dano à aeronave, nem aos passageiros e tripulantes.
- Em 25 de Agosto de 2013, um Bombardier Dash 8-Q300 do voo LIAT 774, que fazia a rota Georgetown-Barbados com 48 passageiros, realizou um pouso de emergência no próprio aeroporto de destino, o Aeroporto Internacional Grantley Adams, depois de perder, novamente, uma roda de um dos trens de pouso principais, logo após a decolagem na Guiana. Felizmente, o avião pousou em segurança sem danos à aeronave ou ferimentos aos passageiros e tripulantes.

## Reputação
A LIAT possui uma reputação muito ruim tanto entre a população caribenha, quanto os estrangeiros. Seus voos frequentemente são operados irregularmente, com atrasos. A bagagem é constantemente extraviada ou até mesmo, não embarcada. A companhia é conhecida por um mau serviço ao cliente, voos atrasados e cancelados.
Em Julho de 2013, a companhia recebeu uma carta hilária que viralizou na internet, mostrando a insatisfação do cliente, que fez 6 conexões, todas com troca de aeronave.